# Charlotte Röhner
Charlotte Röhner (* 15. Oktober 1948) ist eine deutsche Pädagogin. Sie lehrte bis 2015 als Professorin für Pädagogik der frühen Kindheit und der Primarstufe an der Bergischen Universität in Wuppertal. Sie übernahm 2015 die Position einer Senior-Resarch-Professorin an der Universität Frankfurt.

## Leben
Nach einem Lehramtsstudium in Gießen war sie als Grundschullehrerin in Nordhessen in verschiedene Reformprozesse involviert. Seit 1988 erforschte sie Möglichkeiten der Schulreform als Pädagogische Mitarbeiterin an der Universität Kassel im Rahmen der Begleitforschung der Reformschule Kassel. 1996 promovierte sie an der Universität Halle mit einer Arbeit über Freie Texte. Seit 1996 arbeitete sie am Fachbereich Sprach- und Literaturwissenschaften der Universität Paderborn. Es folgten ab 1999 Vertretungsprofessuren an der Johann Wolfgang Goethe-Universität Frankfurt am Main und der Pädagogischen Hochschule Weingarten. 2002 habilitierte sie sich an der Carl von Ossietzky Universität Oldenburg im Bereich der Kinderforschung. Seit 2002 vertrat sie die C4-Professur in Wuppertal, auf die sie 2003 berufen wurde. 2008 wurde unter ihrer Leitung die Jahrestagung der AG Grundschulforschung der DGfE in Wuppertal abgehalten.

## Werk
Röhner ist Verfasserin von Artikeln zu den Bereichen Grundschulpädagogik und Kindheitsforschung, Schriftspracherwerb, Zweitspracherwerb und Literalität, Soziales und politisches Lernen sowie Sachunterricht, Medien, Medienkindheit und Medienpädagogik, Geschlechtererziehung und Geschlechterforschung sowie Schulentwicklung und Lehrerbildung.

## Publikationen
- als Mitherausgeberin: Handbuch Frühe Kindheit. Barbara Budrich Verlag, Opladen 2014.
- als Herausgeberin mit Britta Hövelbrinks: Fachbezogene Sprachförderung in Deutsch als Zweitsprache: Theoretische Konzepte und empirische Befunde zum Erwerb bildungssprachlicher Kompetenzen. Juventa Verlag, Weinheim.
- als Herausgeberin mit Rita Braches-Chyrek und Heinz Sünker: Kindheiten. Gesellschaften: Interdisziplinäre Zugänge zur Kindheitsforschung. Barbara Budrich Verlag, Opladen 2012.
- als Herausgeberin mit C. Henrichwark und M. Hopf: Europäisierung der Bildung. Konsequenzen und Herausforderungen für die Grundschulpädagogik. VS Verlag für Sozialwissenschaften, 2009, ISBN 978-3-531-16929-3.
- mit Astrid Kaiser: Sachunterricht. Kompetent im Unterricht in der Grundschule. Schneider Verlag Hohengehren, Baltmannsweiler 2009, ISBN 978-3-8340-0469-7.
- als Herausgeberin mit Hans Rauschenberger: Kompetentes Lehren und Lernen (= Grundlagen der Schulpädagogik. Band 61). Schneider Verlag Hohengehren, Baltmannsweiler 2008, ISBN 978-3-8340-0348-5.
- als Herausgeberin: Erziehungsziel Mehrsprachigkeit. Diagnose von Sprachentwicklung und Förderung von Deutsch als Zweitsprache. Juventa, Weinheim & München 2005, ISBN 3-7799-1682-7.
- Kinder zwischen Selbstsozialisation und Pädagogik. Zur personalen und sozialen Bedeutung des Schreibens in der Grundschule. Leske + Budrich, Opladen 2003, ISBN 3-8100-3833-4.
- als Herausgeberin mit Astrid Kaiser: Kinder im 21. Jahrhundert (= Beiträge zur Welt der Kinder. Band 8). LIT Verlag, Münster 2000, ISBN 3-8258-4407-2 (2. Auflage 2013).
- mit Wiltrud Thies: Erziehungsziel Geschlechterdemokratie. Interaktionsstudie über Reformansätze im Unterricht. Juventa Verlag, Weinheim und München 2000, ISBN 3-7799-1403-4.
- mit Gabriele Skischus und Wiltrud Thies: Was versuchen Versuchsschulen. Einblicke in die Reformschule Kassel. Schneider Verlag Hohengehren, Baltmannsweiler 1998.
- Authentisch Schreiben- und Lesenlernen. Bausteine zum offenen Sprachunterricht. Beltz Verlag, Weinheim und Basel 1995, ISBN 3-407-62314-3.